# Susan B. Anthony
Susan Brownell Anthony (Adams, Massachusetts, Estados Unidos, 15 de fevereiro de 1820 — Rochester, Nova Iorque, Estados Unidos, 13 de março de 1906), conhecida como Susan B. Anthony, foi uma escritora, professora, activista feminista, reformadora e abolicionista americana que, juntamente com Elizabeth Cady Stanton, exerceu um papel crucial no movimento progressista e na luta das mulheres pelo direito ao voto.

## Biografia
Proveniente de uma família Quaker do lado paterno e Metodista do lado materno, bastante dedicada a causas solidárias, Susan Anthony nasceu a 15 de fevereiro de 1820 em Adams, Massachusetts, filha de Daniel Anthony e Lucy Read, sendo a segunda de sete crianças. O seu nome foi escolhido em homenagem à sua avó materna Susanah e à sua tia paterna Susan. O seu pai Daniel Anthony era um dos mais conhecidos homens na região devido ao seu sucesso nos negócios, nomeadamente na gestão de fábricas e lojas, contudo por se ter casado fora da sua religião e devido às suas ideias progressistas, muitos membros da comunidade Quaker o renegaram. Apesar disso, Daniel continuou a intervir em várias reuniões locais, tornando-se ainda mais radical nos seus discursos onde apoiava fervorosamente a causa abolicionista e a igualdade de géneros em todos os aspectos.
Com seis anos de idade, a sua família mudou-se para Battenville, Nova Iorque, onde o seu pai foi contratado para gerir uma fábrica de algodão. Após se instalarem na cidade e construírem a sua própria casa, Daniel e Lucy focaram-se na educação e emancipação das suas filhas, criando uma escola privada em casa e contratando alguns dos melhores professores da região. Pouco depois, após descobrirem uma das modas da época na sua nova cidade, tanto Susan como as suas quatro irmãs adoptaram como segundo nome apenas uma inicial. Susan optou pelo apelido da sua tia, Brownell, passando assim a assinar Susan B. Anthony. "Podem existir centenas de Susan Anthonys, mas o B. torna-o distinto".
Seguindo o exemplo dos seus pais, em 1837, com apenas 17 anos, Susan começou a organizar e recolher petições contra a escravidão nos Estados Unidos. Nesse mesmo ano, foi para um colégio interno Quaker em Filadélfia, onde se confrontou com um ambiente rígido e severo, bastante diferente daquele que conhecia em casa, contudo apenas após um semestre, devido à crise económica conhecida como Pânico de 1837, que deixou a sua família arruinada financeiramente, esta teve que abandonar os estudos e ajudar a sua família que vendeu todos os seus pertences e propriedades. Durante esse período, Susan e a sua família mudaram-se para uma pequena casa em Hardscrabble, uma pequena aldeia próxima de Battenville, onde tentaram reerguer as suas finanças. Dois anos depois, graças à ajuda de um tio materno, a família Anthony conseguiu reaver grande parte dos seus pertences e Susan B. Anthony conseguiu terminar os seus estudos em casa. Pouco depois, começou a trabalhar como professora numa escola Quaker em New Rochelle, Nova Iorque.

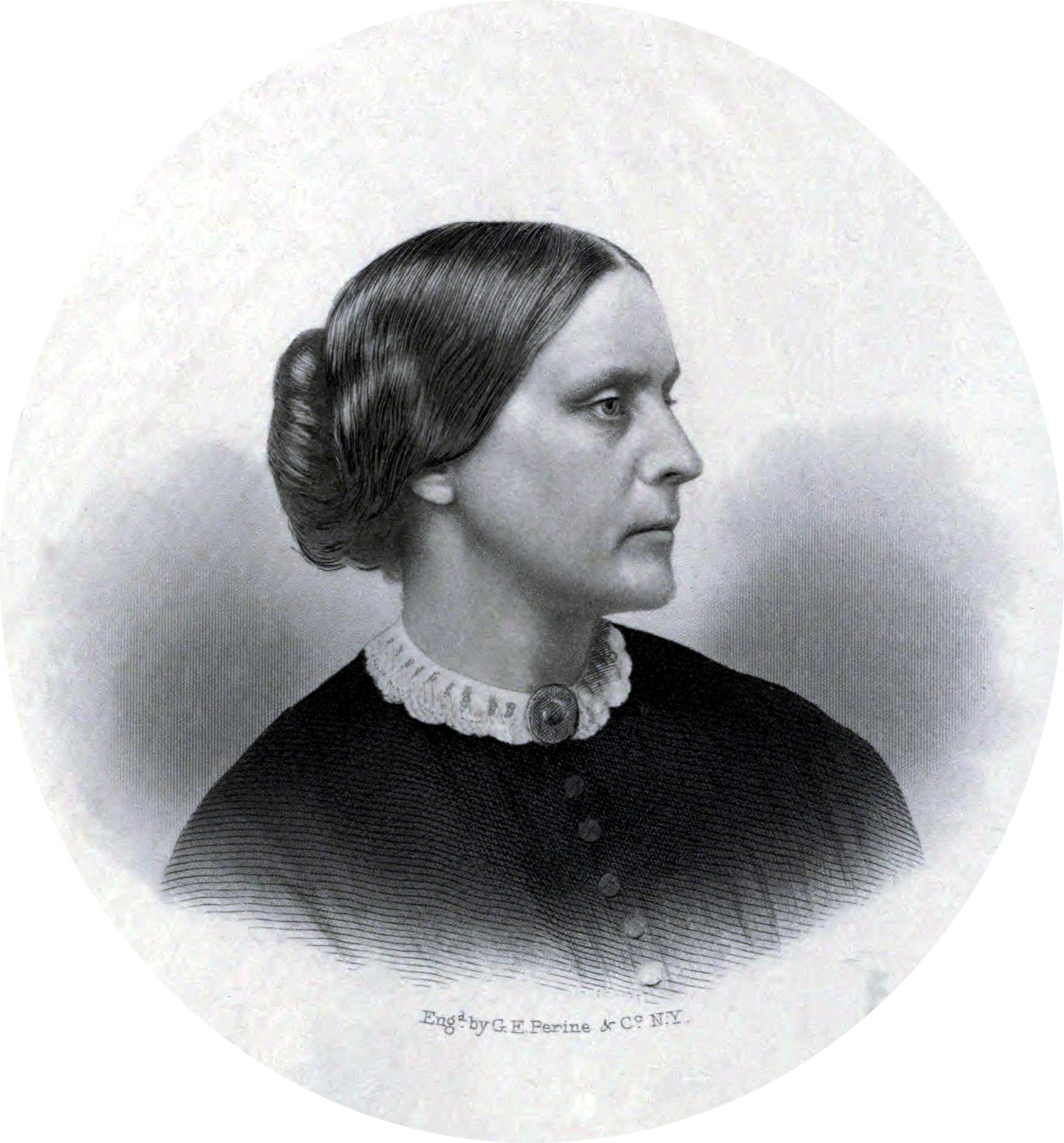
Retrato de Susan B. Anthony (circa 1855)

Em 1845, a família mudou-se novamente para uma quinta nos arredores de Rochester, Nova Iorque, onde se associaram a um grupo de reformadores Quakers que tinham abandonado ou sido excomungados de outras congregações devido às suas ideologias progressistas. Todos os Domingos, a quinta dos Anthony era o local de reunião para vários activistas locais, tais como o proeminente abolicionista Frederick Douglass.
Com vinte e seis anos, em 1846, Susan B. Anthony mudou-se para a vila de Canajoharie, Nova Iorque, onde assumiu o cargo de directora do departamento feminino da academia local. Durante esse período, longe das suas influências religiosas e de um meio conservador, pela primeira vez na sua vida, Susan começou a trocar as suas roupas mais simples e tradicionais por vestidos exuberantes e da moda, deixou de falar tradicionalmente como uma Quaker e começou a se interessar pela reforma social, sobretudo na luta pela igualdade salarial de gêneros. Uma outra causa que abraçou e possibilitou a sua primeira intervenção pública foi o movimento Daughters of Temperance, o qual visava o controlo ou até mesmo proibição do consumo e da venda de álcool de modo a combater o alcoolismo, a violência doméstica e o abandono de famílias carenciadas como actos consequentes do seu abuso.
Três anos depois, Susan regressou a casa e a pedido do seu pai, que queria dedicar-se a outros negócios, assumiu a gestão da quinta da família em Rochester, no entanto, em 1850, com o aval e apoio da sua família, passou a dedicar-se inteiramente à luta pelos direitos das mulheres, o sufrágio feminino e universal, a igualdade jurídica e salarial, o direito à independência financeira para as mulheres casadas, a lei do divórcio, o fim da escravatura, a coeducação ou ensino misto, assim como muitas outras causas sociais até ao fim da sua vida.

#### Activismo Social

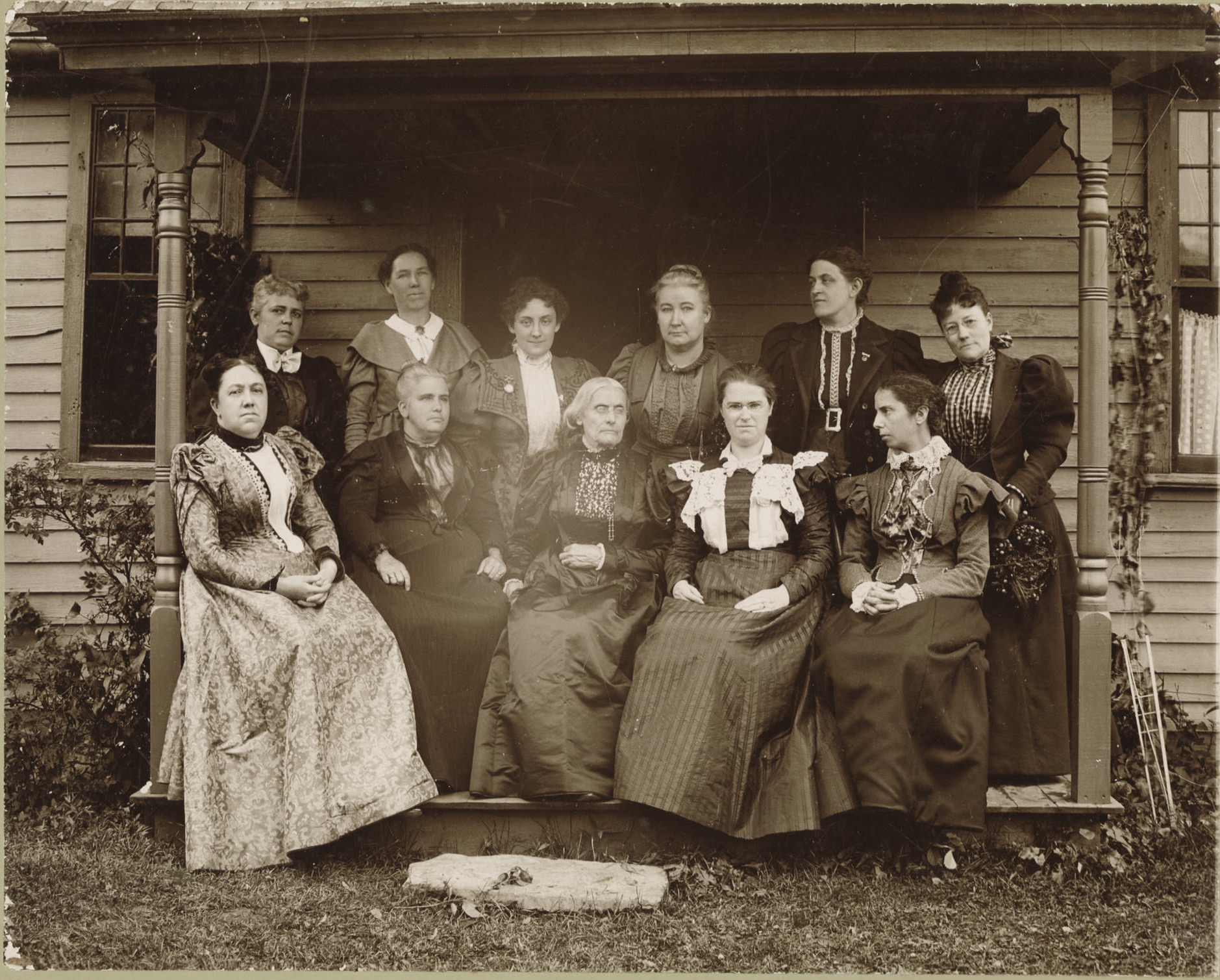
Susan B. Anthony na sua casa de família em Adams, Massachusetts, com várias activistas pelos direitos das mulheres e abolicionismo, tais como Laura Clay, Anna Howard Shaw, Alice Stone Blackwell, Annie Kennedy Bidwell, Carrie Chapman Catt, Ida Husted Harper, Rachel Foster Avery, Winfred Harper e Mary Hayes. (1896)

Em 1851, Susan conheceu Elizabeth Cady Stanton, uma das organizadoras da Convenção de Seneca Falls, que se tornou sua amiga e parceira nas lutas a favor dos direitos das mulheres, através da activista americana Amelia Bloomer. Juntas realizaram diversos feitos e manifestações, assim como fundaram várias associações de apoio a causas feministas e abolicionistas como a New York Women's State Temperance Society (1852), a Liga Nacional Leal da Mulher (Women's Loyal National League) (1863), a Associação Americana pela Igualdade de Direitos (American Equal Rights Association) (1866), a Associação Nacional de Sufrágio Feminino (National Woman Suffrage Association) (1869) e o periódico semanal The Revolution (A Revolução) (1868).

Em 1852, participou no primeiro congresso da National Women's Rights, realizado em Syracuse, Nova Iorque.

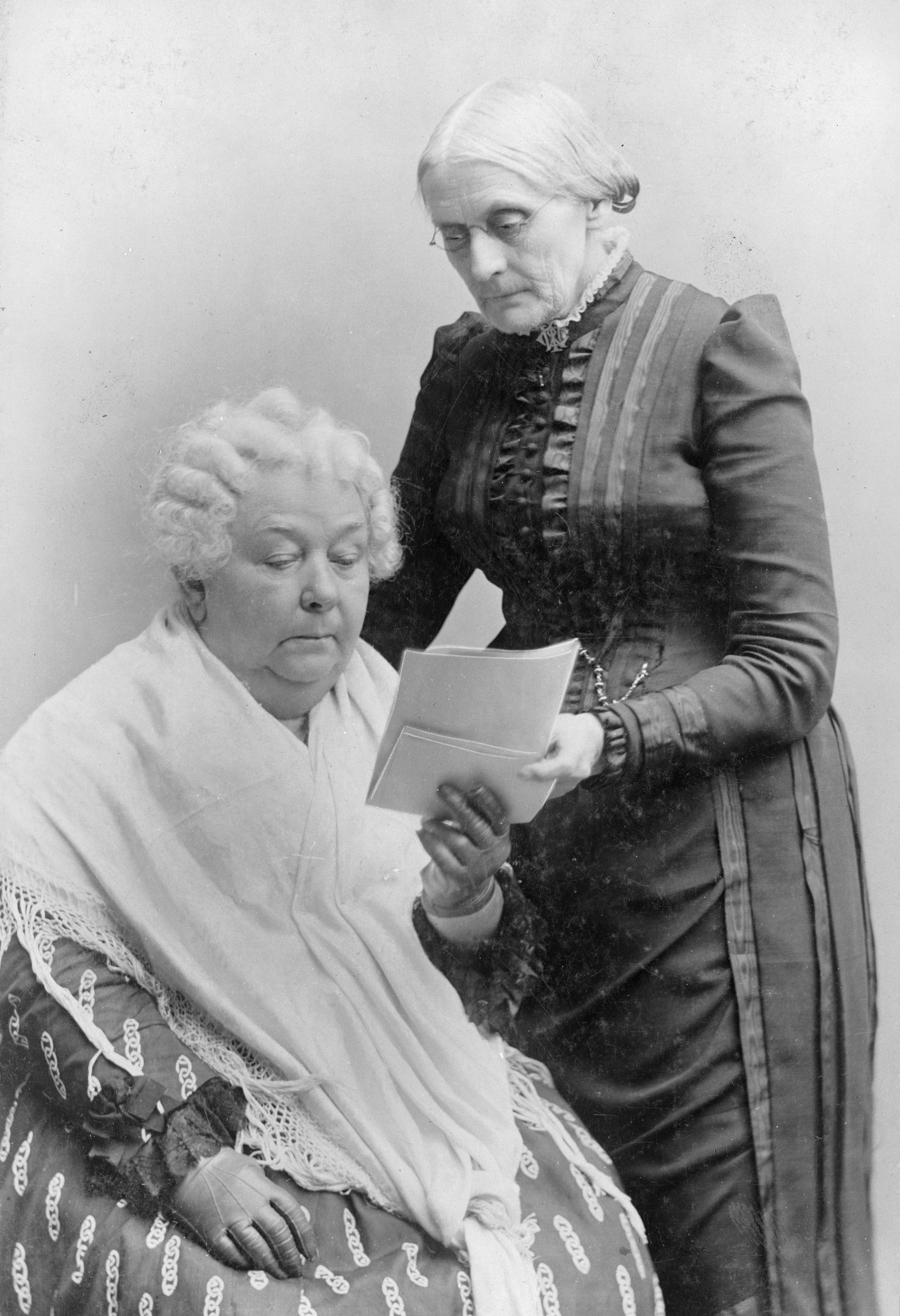
Elizabeth Cady Stanton e Susan B Anthony

Um ano depois, começou a colaborar com o activista e pregador unitário William Henry Channing, na organização de um congresso em Rochester para defender os direitos das mulheres casadas, relativamente sobre o direito à independência financeira e à posse individual de propriedades. À época, as mulheres dependiam do aval e autorização por escrito da figura paterna ou conjugal para realizar qualquer tipo de compra ou negócio, assim como não tinham o direito à guarda dos seus filhos. Após uma longa campanha de divulgação e angariação de assinaturas e apoios, Susan B. Anthony apresentou a sua petição ao comité do Senado Judicial de Nova Iorque, onde foi ridicularizada pelos seus membros, que a acusaram de insubordinação e falta de pudor. Somente em 1860, após outra longa campanha, Susan obteve sucesso através da legislação da Married Women's Property Act, a qual dava às mulheres casadas o direito à posse de propriedades a título individual, o poder de realizar contractos em seu nome e ainda o direito à guarda conjunta dos seus filhos em caso de separação.
Apoiada por Lucy Stone, Susan começou a organizar várias reuniões para a discussão do abolicionismo nos Estados Unidos, uma causa que apoiava desde pequena idade, expressando nos seus discursos uma visão humanista e progressista, demasiado radical até para alguns membros pró-abolicionistas que sustentavam o envio para África dos escravos foragidos ou libertados, enquanto Susan apoiava a total integração destes na sociedade americana, com direitos legais e cívicos. Em 1856 tornou-se representante estadual pelo estado de Nova Iorque da Sociedade Antiesclavagista Americana (American AntiSlavery Society), liderada por William Lloyd Garrison, e parte do movimento de rede de ajuda a escravos Underground Railroad. Nesse mesmo ano, conheceu e começou a trabalhar com a activista e autora Matilda Joslyn Gage, criando a obra de seis volumes "History of Woman Suffrage" (História do Sufrágio Feminino).
Juntamente com Elizabeth Cady Stanton, sua amiga de longa data, Susan criou em 1863 a Women's Loyal National League, a primeira organização política de mulheres nos Estados Unidos. Para além de se debaterem sobre os direitos das mulheres, uma das maiores petições levadas a cabo pela organização consistia na alteração da constituição americana para se abolir a escravatura, contando com mais de 400 mil assinaturas, originando a criação da 13th Amendment (13ª emenda à Constituição dos Estados Unidos) que finalmente baniu a escravatura e a servidão involuntária no país em 1865.
Em Maio de 1869, Susan, Elizabeth e outras activistas formaram a National Woman Suffrage Association, focando-se essencialmente no direito ao voto universal. Este acto foi do desagrado de várias activistas femininas que acreditavam que essa causa as iria prejudicar, atrasando um direito que tanto ambicionavam. Desiludidas, Lucy Stone, Julia Ward Howe e outras mulheres criaram a American Woman Suffrage Association, gerando-se um clima de mal estar e separação entre o movimento feminino.
Em 1872, Susan foi detida em Rochester, Nova Iorque, por tentar registar o seu voto nas eleições presidenciais. Por não ter o direito ao voto, foi submetida a um julgamento acompanhado e transmitido pelos media da época. Susan B. Anthony foi condenada a pagar 100 dólares, contudo nunca os pagou, afirmando que nunca pagaria nem um 1 dólar por uma pena injusta.
Durante o resto da sua vida, Susan viajou incansavelmente para discursar e lutar pelo direito ao sufrágio universal, dando mais de 100 palestras por ano e trabalhando em campanhas estaduais. Além disso, também trabalhou internacionalmente pela luta da igualdade salarial e jurídica das mulheres, tendo tido o papel principal na criação do Conselho Internacional de Mulheres que existe até os dias de hoje.

#### Convenção Temperança
Em 1852, durante uma convenção estadual do movimento Temperança, Susan foi proibida de discursar por um orador, que abertamente expressou que as mulheres delegadas apenas ali estavam para ouvir e aprender. Furiosa, ela e outras mulheres do movimento levantaram-se e saíram das imediações, anunciando que criariam uma nova associação e organizariam uma convenção feminina onde todas as mulheres teriam uma palavra a dizer se assim o desejassem. Realizada em Abril desse ano em Rochester, a convenção contou com 500 presenças e originou a New York Women's State Temperance Society, com Elizabeth Cady Stanton como presidente e Susan B. Anthony como representante estadual por Nova Iorque.
Um dos seus maiores feitos, foi a recolha de 28 mil assinaturas numa petição para a proibição da venda de álcool no estado de Nova Iorque. Tornou-se na maior petição realizada por mulheres à época.
Um ano após, Susan B. Anthony participou na Convenção Mundial do movimento Temperança na cidade de Nova Iorque, que durou três longos e caóticos dias devido à questão se as mulheres delegadas deveriam ou não discursar publicamente. Anos mais tarde, Susan comentou que "Nenhum passo grande dado pelas mulheres foi tão amargamente contestado como o de falar em público". Amargurada por este facto, Susan passou a dedicar toda a sua energia ao abolicionismo e aos direitos das mulheres, abandonando a causa da abolição de bebidas alcoólicas.

#### Outras Intervenções em Congressos e Convenções

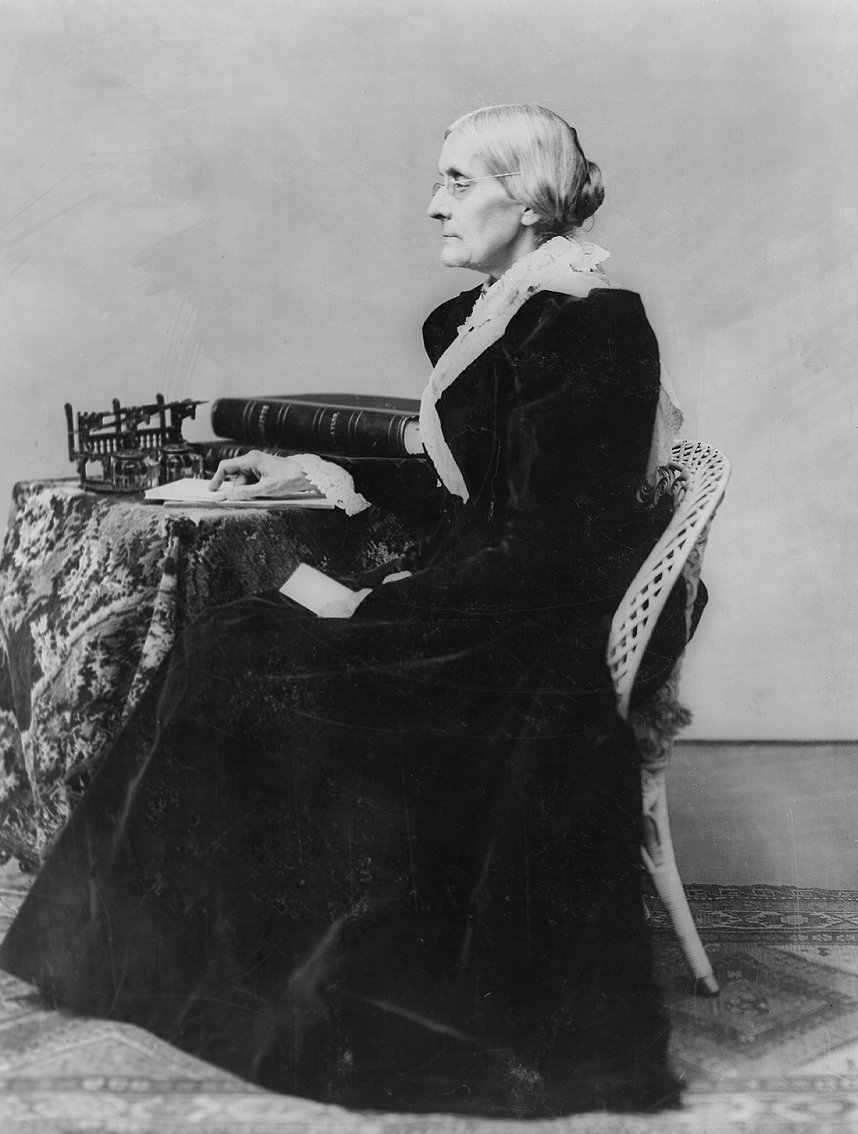
Retrato de Susan B. Anthony

Sendo professora, em 1853, Susan B. Anthony participou no Congresso de Professores do estado de Nova Iorque, contudo quando tentou falar foi mais uma vez interrompida, originando-se um enorme debate entre os membros do sexo masculino sobre se era apropriado ou até mesmo legal uma mulher discursar em público. Após meia hora de discussão, foi lhe dada a palavra ao que ela respondeu "(...) Se não conseguem ver que enquanto a sociedade continuar a dizer que uma mulher não é competente para ser advogada, ministra ou médica, mas sim professora, então todos os homens que escolhem ser professores, assumem que não têm mais cérebro que uma mulher".
Em 1857, durante um outro congresso de professores, foi abordado pela primeira vez o conceito de se admitir pessoas de cor nas escolas e faculdades públicas assim como a criação de um sistema de educação misto (coeducação), onde os géneros feminino e masculino não seriam separados nas salas de aula, por Susan B. Anthony, contudo ambas as propostas foram fortemente rejeitadas pelos membros presentes.
Durante a National Woman's Rights Convention (Convenção Nacional dos Direitos das Mulheres) em 1860, Susan apresentou algumas medidas consideradas mais brandas do que o movimento defendia na legalização do direito ao divórcio e na protecção legal da mulher quando abandonada pelo conjugue. Apesar de pertencerem e apoiarem outros movimentos de activismo social, o abolicionista Wendell Phillips opôs-se veemente ao seu discurso, atacando-a não só na convenção como na imprensa da época. Mais tarde, quando foi legalizado no estado de Nova Iorque a lei do divórcio em caso de abandono ou tratamento inumano e degradante, devido a uma campanha criada por Susan B. Anthony, o escritor, abolicionista e político Horace Greeley abertamente discordou com o feito jurídico nos periódicos locais, acusando a activista de ofuscar a causa do abolicionismo em prol dos direitos das mulheres.

## Fim de Vida
Susan B. Anthony nunca casou ou gerou descendência, revelando em várias entrevistas que desde cedo percebeu que a vida matrimonial não seria compatível com a sua escolha e missão de vida.
Faleceu aos 86 anos de idade, vítima de paragem cardíaca e pneumonia, na sua casa, em Rochester, Nova Iorque, a 13 de março de 1906, sendo sepultada no cemitério de Mount Hope.
Catorze anos após a sua morte foi finalmente criada a 19th Amendment (19ª emenda à Constituição dos Estados Unidos), que permitiu o sufrágio universal nos Estados Unidos.

## Homenagens

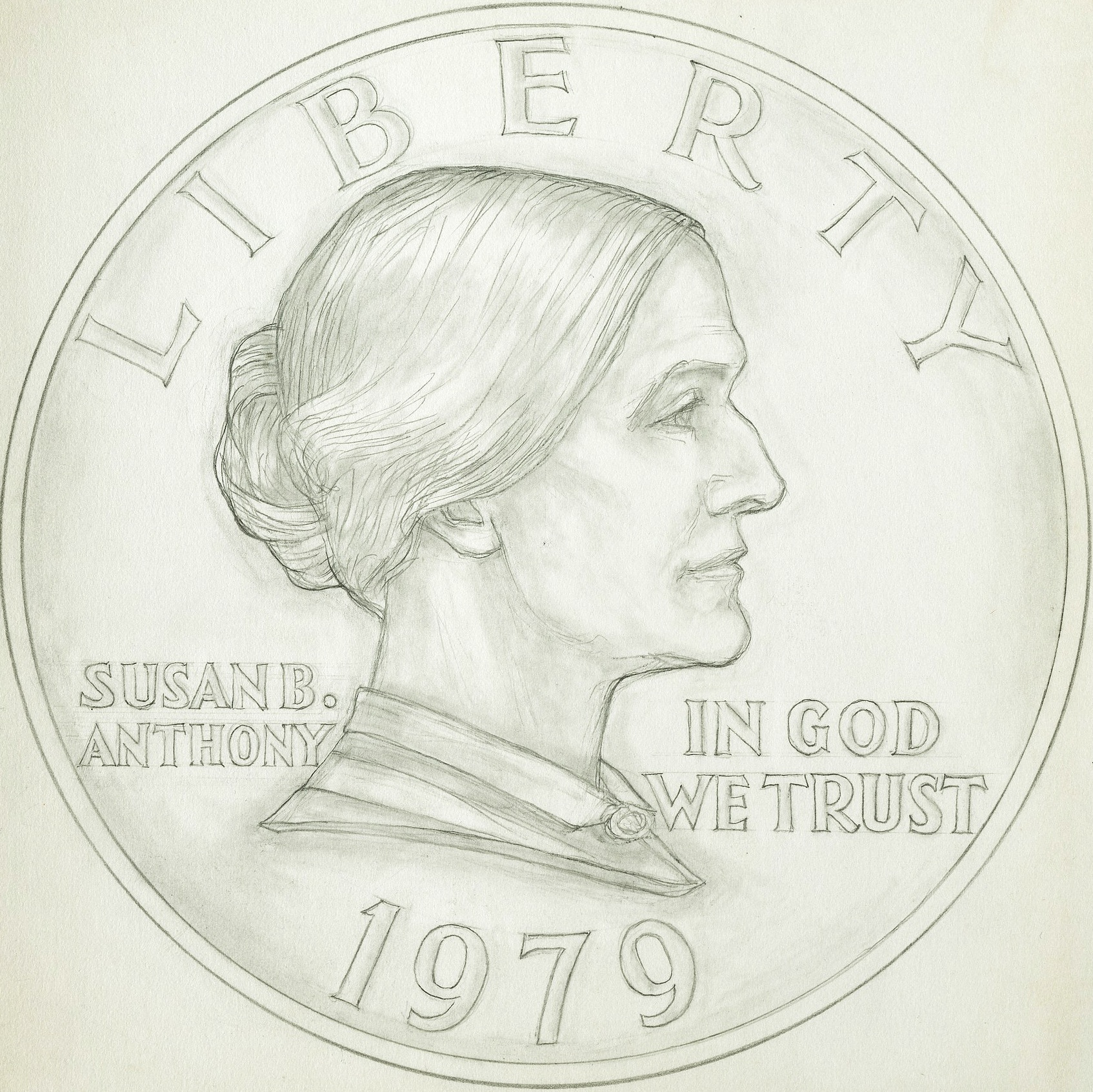
Design da moeda de um dólar americano criado por Frank Gasparro em homenagem a Susan B. Anthony

Apenas um ano após o seu falecimento, em 1907, foi erguido um memorial em sua honra na igreja africana protestante (African Methodist Episcopal Zion Church), em Rochester, com o seu retrato e a inscrição "Failure is Impossible" (Falhar é Impossível), por Hester C. Jeffrey, sufragista, activista e presidente do Susan B. Anthony Club, uma organização sufragista de mulheres afro-americanas em Rochester.
Em 1921, o seu retrato foi esculpido por Adelaide Johnson. Actualmente a estátua encontra-se exposta no Capitólio dos Estados Unidos.
Em 1922, a escultora Leila Usher criou um baixo-relevo em homenagem à activista americana. O seu retrato foi doado ao National Woman's Party.
Em 1936, o seu rosto figurou num selo postal de edição comemorativa ao décimo sexto aniversário da 19ª emenda, que permitiu o voto às mulheres, sendo novamente posto em circulação, numa nova edição, em 1958.
Em 1944 foi colocada uma placa em homenagem a Susan B. Anthony na casa onde esta viveu e faleceu em Rochester, por iniciativa da Rochester Federation of Women’s Clubs. Um ano depois a casa foi comprada pela associação, começando a transformação do espaço na Casa Museu de Susan B. Anthony no mesmo ano.
Em 1948 a sua casa na Madison Street, em Rochester, foi identificada como marco histórico do estado de Nova Iorque.

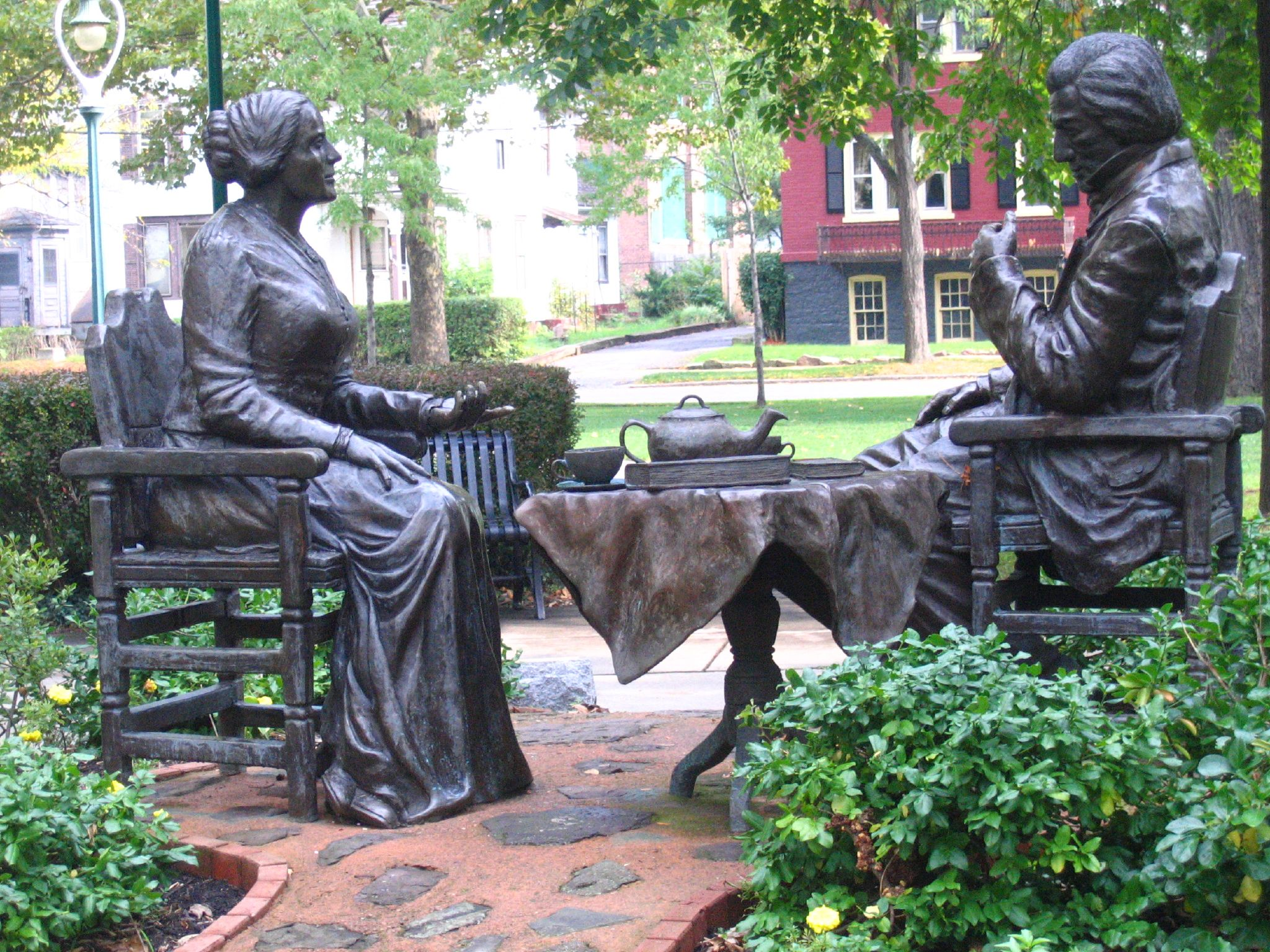
Escultura "Let's Have Tea" em bronze de Susan B. Anthony e Frederick Douglas, realizada por Pepsy Kettavong, em Rochester

Em 1950 foi induzida no Hall of Fame for Great Americans. Para a ocasião foi criado um busto pela escultora Brenda Putnam.
Em 1966 a sua casa na Madison Street, em Rochester foi identificada como marco histórico nacional, tornando-se numa das poucas residências privadas com essa honra nos Estados Unidos da América.
Em 1971, a autora, activista e "mãe" da religião neopagã Wicca Diânica, Zsuzsanna Budapest, fundou um clã de mulheres em homenagem a Susan B. Anthony.
Em 1973, Susan B. Anthony foi induzida no National Women’s Hall of Fame.
Em 1978, Frank Gasparro criou o design para a moeda de um dólar em homenagem à activista pelos direitos das mulheres, que esteve em circulação de 1979 a 1981 e novamente em 1999.
Em 1999, o realizador Ken Burns produziu o documentário "Not for Ourselves Alone: The Story of Elizabeth Cady Stanton & Susan B. Anthony".
Em 1999, o escultor Ted Aub criou uma obra em comemoração do dia em que Susan B. Anthony foi apresentado por Amelia Bloomer a Elizabeth Cady Stanton e se formou uma das mais conhecidas amizades e parcerias na batalha pelos direitos das mulheres nos Estados Unidos da América.
Em 2001, o escultor Pepsy Kettavong realizou a obra "Let's Have Tea", onde Susan B. Anthony toma chá com Frederick Douglas, famoso sufragista e amigo próximo da activista feminista. A escultura encontra-se erigida em Rochester, próximo da Casa Museu de Susan B. Anthony.
A 18 de agosto de 2020, o Presidente dos Estados Unidos, Donald Trump, em celebração do centenário do direito ao voto feminino, anunciou o indulto com "perdão total e completo" a Susan B. Anthony, presa por depositar seu voto, na eleição presidencial dos EUA, em 1872. Ao anunciar o indulto, Trump questionou: "Por que levou tanto tempo?". Apesar da medida ter sido bem recebida inicialmente, rapidamente foi bastante criticada e apontada como uma manobra política da sua segunda campanha presidencial, para atrair mais votos do sexo feminino.

## Cultura Popular

### Cinema
- Not for Ourselves Alone: The Story of Elizabeth Cady Stanton & Susan B. Anthony, documentário realizado por Ken Burns (1999)[19]

### Teatro
- Little Victories, peça teatral escrita por Lavonne Mueller sobre Joana d'Arc e Susan B. Anthony (1983)[20][21]
- Half the Battle, monólogo teatral escrito e protagonizado por Deborah Baber (1987)[22]
- Susan & Elizabeth – A Friendship of Consequence, peça teatral escrita e encenada por Chris Milton e Susan Kohout sobre Susan B. Anthony e Elizabeth Cady Stanton (2016)
- The Agitators, peça teatral escrita por Mat Smart sobre Susan B. Anthony e Frederick Douglas (2017)